# Walter Rhys (7e baron Dynevor)
Walter FitzUryan Rice, 7e baron Dynevor (17 août 1873-8 juin 1956) est un officier, fonctionnaire et homme politique conservateur britannique.

## Jeunesse et famille
Il est le seul fils et héritier de Arthur Rice (6e baron Dynevor). Il fait ses études au Collège d'Eton et Christ Church, Oxford. Après avoir obtenu son diplôme d'Oxford, il sert dans l'artillerie de Carmarthen pendant douze ans, atteignant le grade de capitaine.
Le 12 octobre 1898, il épouse Margaret Child Villiers (8 octobre 1875 - 1er avril 1959), fille de Victor Child Villiers (7e comte de Jersey), et de Margaret Leigh, comtesse de Jersey.
Le 7e baron a les enfants suivants :
- Charles Rhys (8e baron Dynevor) (1899-1962)[2]
- Imogen Alice Rhys (27 août 1903 - mars 2001), épouse David Brand (5e vicomte Hampden).
- David Reginald Rhys (18 mars 1907 – 1991), marié à Anne Wellesley

## Carrière politique
De 1899 à 1903, Walter Rice est secrétaire privé adjoint de George Hamilton, Secrétaire d'État à l'Inde. De 1903 à 1905, il est secrétaire adjoint du Premier Lord de l'Amirauté, William Palmer (2e comte de Selborne). Après la démission du gouvernement conservateur en 1905, Rice voyage beaucoup au Moyen-Orient et en Orient.
En janvier 1910, il est élu député de Brighton, étant réélu en décembre. Sa majorité de 4 000 voix est, commente-t-il plus tard, inhabituellement élevée à une période où l'électorat moyen n'est pas important. En 1911, Walter Rice devient 7e baron Dynevor à la mort de son père. Par la suite, il s'implique de plus en plus dans la politique de son Carmarthenshire natal. Vice-président des conservateurs du Carmarthenshire en 1912, il est également président des conservateurs du Pays de Galles de l'Ouest jusqu'en 1914, lorsque la réorganisation conservatrice le voit devenir président des conservateurs du Pays de Galles du Sud, poste qu'il occupe jusqu'en 1938.
Pendant la Grande Guerre, Lord Dynevor sert au ministère des Munitions à partir de 1916. Par la suite, il siège au comité de dévolution unioniste, en tenant compte des recommandations de la conférence du président sur la dévolution.
Dans sa localité, il est membre du conseil du district rural de Llandeilo représentant Llandyfeisant, une très petite paroisse qui est en grande partie dans le domaine du château de Dynevor. En 1919, il est élu au conseil du comté de Carmarthenshire pour Llandeilo, remportant un siège traditionnellement libéral en tant qu'indépendant. Il conserve ce siège jusqu'à ce qu'une surdité croissante l'oblige à démissionner en 1935.
Tout au long de l'entre-deux-guerres, Lord Dynevor est une figure clé de la politique conservatrice galloise, ainsi que des territoriaux du Carmarthenshire. En 1928, Lord Dynevor devient Lord Lieutenant du Carmarthenshire. Forcé de démissionner de ses fonctions en 1938 en raison d'une surdité croissante, Lord Dynevor est félicité pour son bilan de service public.
En plus de ses fonctions publiques, Lord Dynevor écrit deux livres, My Reminiscences, publiés en 1937, qui comprennent un court mémoire et un livre sur les arbres du parc de Dynevor.
Lord Dynevor est décédé le 8 juin 1956, à l'âge de 82 ans. Il est remplacé par son fils, Charles Arthur FitzUryan Rhys comme 8e baron.